# Boris Sjelagin
Boris Jevgenjevitsj Sjelagin  (Russisch: Борис Евгеньевич Шелагин) (Sint-Petersburg, 1908 –  aldaar, 1942) was een voetballer en hockeyspeler uit de Sovjet-Unie. 

## Biografie
Sjelagin speelde zijn gehele carrière voor Dinamo Leningrad. In 1936 scoorde hij twee keer voor de club tijdens de eerste seizoenen van de profcompetitie. 
Hij kwam om het leven tijdens de Tweede Wereldoorlog bij het Beleg van Leningrad. Ook zijn twee voetballende broers Jevgeni en Valentin sneuvelden tijdens de oorlog. 